# Elk-Foot of the Taos Tribe
Elk-Foot of the Taos Tribe ist ein Gemälde von 1909; es gilt als das Meisterwerk von Eanger Irving Couse.
Das Gemälde wurde für die United States National Art Collection von dem Sammler William T. Evans erworben und wird heute in der Sammlung des Smithsonian American Art Museum gezeigt. Das Bild hat Abmessungen von 198,6 cm × 92,4 cm (78 1/4" × 36 3/8")
Ab 1907 begann Elk-foot (anglisiert: Jerry Mirabal) für Couse zu posieren. Der Maler schätzte ihn besonders als Model aufgrund seiner „physischen Schönheit und idealen Merkmale“.
Allerdings gibt es Kritik an dem Bild, da es historisch nicht ganz stimmig ist. Der „Coup stick“ war ein Accessoire der Prärie-Indianer, aber nicht der Taos. Die Decke, die Elk-Foot trägt, stammt aus England und seine Mokassins stammten aus Couses Studio; auch sie wurden bei den Taos nicht getragen.